# Keep the Faith (singel Bon Jovi)
Keep the Faith – singel zespołu Bon Jovi wydany w 1992 za pośrednictwem wytwórni Mercury Records, promujący album Keep the Faith. Pierwszy singel promujący album; autorami utworu są Jon Bon Jovi (tekst), Richie Sambora i Desmond Child (muzyka). Utwór jest regularnie wykonywany na koncertach grupy - pojawił się na DVD Live from London (1995), a także został umieszczony na DVD promującym trasę koncertową The Crush Tour. W 2009 zespół wydał nową wersję utworu wraz z Washington DC Youth Choir; utwór ukazał się na kompilacji Oh Happy Day: An All-Star Music Celebration (wydane 31 marca 2009 za pośrednictwem EMI Christian Music Group). Niemiecka formacja eurodance X-Perience nagrała cover piosenki i wydała go na albumie Take me Home (1997).

## Spis utworów
Sporządzono na podstawie materiału źródłowego.
1. "Keep The Faith" (Edit) (4:31)
2. "Keep The Faith" (5:46)
3. "I Wish Everyday Could Be Like Christmas" (4:28)
4. "Little Bit Of Soul" (5:43)

## Pozycje na listach przebojów
| Lista (1992)             | Pozycja |
| ------------------------ | ------- |
| Australian Singles Chart | 10      |
| Austria                  | 17      |
| Irish Singles Chart      | 5       |
| Holandia                 | 9       |
| Media Control Charts     | 8       |
| Nowa Zelandia            | 4       |
| Norwegian Singles Chart  | 1       |
| Sverigetopplistan        | 7       |
| Swiss Music Charts       | 3       |
| UK Singles Chart         | 5       |
| Billboard Hot 100        | 29      |
| Mainstream Rock Tracks   | 1       |